# Miikka Toivola
Miikka Toivola (Pori, 11 juli 1949 – 26 januari 2017) was een Fins profvoetballer die speelde als middenvelder gedurende zijn carrière. Hij beëindigde zijn actieve loopbaan in 1980 bij de Finse club HJK Helsinki. Hij stapte nadien het trainersvak in. Toivola werd tweemaal verkozen tot Fins voetballer van het jaar: 1972 en 1978.

## Interlandcarrière
Toivola kwam in totaal 62 keer (vier doelpunten) uit voor de nationale ploeg van Finland in de periode 1968-1980. Onder leiding van bondscoach Olavi Laaksonen maakte hij zijn debuut op 9 oktober 1968, in de WK-kwalificatiewedstrijd tegen België (6-1 nederlaag) in Waregem. Hij viel in dat duel na 45 minuten in voor Antero Nikkanen.

## Erelijst
TPS Turku
- Fins landskampioen

1971, 1972
 HJK Helsinki
- Fins landskampioen

1973, 1978